# Fabian Hammes
Fabian Hammes (* 31. August 1988 in Kaiserslautern) ist ein deutscher Badmintonspieler, der beim SV Fischbach das Spiel mit dem Federball erlernte.

## Karriere
Fabian Hammes gewann auf nationaler Ebene zahlreiche Medaillen im Nachwuchsbereich bis hin zu Silber im Herreneinzel bei den Juniorenmeisterschaften 2007. Das Herreneinzel sollte auch zu seiner Spezialdisziplin in den nächsten Jahren werden. So wurde er zum Beispiel im Thomas Cup 2010 in dieser Disziplin eingesetzt, wo Deutschland letztlich Fünfter wurde. 2010 wurde er auch Zweiter im Einzel bei den Portugal International. 2011 siegte er bei den erstmals ausgetragenen Türkiye Open Antalya.

## Sportliche Erfolge
| Saison    | Veranstaltung                         | Disziplin    | Platz | Name |
| --------- | ------------------------------------- | ------------ | ----- | --- |
| 2001/2002 | Deutsche Mannschaftsmeisterschaft U15 | Mannschaft   | 2     | SV Fischbach (Mirko Werner, Eva Mayer, Philipp Junker, Fabian Hammes, Dieter Domke, Anna Kick, Lena Werner, Gregor Hackfort)                                                             |
| 2002/2003 | Deutsche Mannschaftsmeisterschaft U15 | Mannschaft   | 2     | SV Fischbach (Fabian Hammes, Eva Mayer, Philipp Junker, Maike Geib, Jens Steinbach, Anna Kick, Julian Degiuli, Sonja Kick, Julian Lenhardt, Marco Geib, Philip Merz, Jonas Geigenberger) |
| 2002/2003 | Deutsche Einzelmeisterschaft U15      | Mixed        | 3     | Fabian Hammes / Eva Mayer (SV Fischbach) |
| 2003/2004 | Deutsche Mannschaftsmeisterschaft U19 | Mannschaft   | 4     | SV Fischbach (Dieter Domke, Nils Lenhardt, Anna Schwing, Anna Kick, Fabian Frambach, Fabian Hammes, Lisa Weggenmann)                                                                     |
| 2004/2005 | Deutsche Einzelmeisterschaft U17      | Herrendoppel | 3     | Fabian Hammes / Philipp Junker (SV Fischbach / 1. BCW Hütschenhausen) |
| 2005/2006 | Deutsche Mannschaftsmeisterschaft U19 | Mannschaft   | 3     | SV Fischbach (Fabian Hammes, Jonas Geigenberger, Philip Merz, Kevin Joss, Julian Degiuli, Elena Zinssius, Alina Hammes, Katrin Becker, Julia Schwing)                                    |
| 2006/2007 | Deutsche Mannschaftsmeisterschaft U19 | Mannschaft   | 2     | SV Fischbach (Fabian Hammes, Jonas Geigenberger, Philip Merz, Julian Degiuli, Elena Zinssius, Linda Reuther, Sonja Kick, Anne Schwing)                                                   |
| 2006/2007 | Deutsche Einzelmeisterschaft U19      | Herreneinzel | 2     | Fabian Hammes (SV Fischbach) |
| 2010      | Thomas Cup                            | Herrenteam   | 5     | Deutschland |
| 2010      | Portugal International                | Herreneinzel | 2     | Fabian Hammes |
| 2011      | Türkiye Open Antalya                  | Herreneinzel | 1     | Fabian Hammes |